# Isolepis beccarii
Isolepis beccarii là loài thực vật có hoa trong họ Cói. Loài này được (Boeckeler) Goetgh. & D.A.Simpson mô tả khoa học đầu tiên năm 1991.